# Port lotniczy Safakis
Port lotniczy Safakis (IATA: SFA, ICAO: DTTX) – port lotniczy położony w Safakisie, w Tunezji.

## Kierunki lotów i linie lotnicze
| Linia Lotnicza    | Kierunek                                           |
| ----------------- | -------------------------------------------------- |
| Afriqiyah Airways | 1. Misrata 2. Trypolis 3. Bengazi                  |
| Libyan Airlines   | 1. Trypolis 2. Misrata                             |
| Nouvelair         | 1. Stambuł 2. Paryż-Charles de Gaulle              |
| Transavia.com     | 1. Paryż-Orly                                      |
| Tunisair          | 1. Paryż-Charles de Gaulle Sezonowo: 1. Paryż-Orly |
| Tunisair Express  | 1. Trypolis 2. Tunis                               |